# ژاکلین سوزان
ژاکلین سوزان (انگلیسی: Jacqueline Susann؛ ۲۰ اوت ۱۹۱۸ – ۲۱ سپتامبر ۱۹۷۴) یک هنرپیشه، نویسنده، پدیدآور و رمان‌نویس اهل ایالات متحده آمریکا بود.